# Васильев, Георгий Леонардович
Гео́ргий Леона́рдович Васи́льев (род. 22 июня 1957, Запорожье, УССР, СССР) — российский предприниматель-инноватор, продюсер, композитор, поэт, сценарист, режиссёр, бард. Стоял у истоков многих новаторских проектов: сотовая сеть «Билайн», первая в России фьючерсная биржа, первый мюзикл ежедневного показа («Норд-Ост»), анимационный бренд («Фиксики») и другие. В сотрудничестве с Алексеем Иващенко — автор нескольких музыкальных спектаклей и множества песен. Бардовский дуэт Алексея Иващенко и Георгия Васильева известен среди поклонников жанра как дуэт «Иваси».

## Биография

### Семья
- Отец — Васильев Леонард Вениаминович (1932 г. р.), инженер-конструктор, изобретатель (более 100 изобретений и рацпредложений).[источник не указан 708 дней]
- Мать — Васильева Линда Николаевна (1933 г. р.), инженер-конструктор, патентовед.[источник не указан 708 дней]
- Жена — Екатерина Васильева. [источник не указан 708 дней]
- Дочь — Аглая (1979 г.р.),[источник не указан 708 дней]
- Сын — Виктор (1985 г.р.),[источник не указан 708 дней]
- Дочь — Александра (1987 г.р.),[источник не указан 708 дней]
- Сын — Арсений (1995 г.р.)[источник не указан 708 дней]
- Сын — Яков (2000 г.р.).[источник не указан 708 дней]

### Молодые годы
Георгий Васильев родился 22 июня 1957 года в Запорожье в семье инженеров, работавших на Запорожском трансформаторном заводе.
В 1974 году Георгий Васильев окончил Запорожскую среднюю школу № 22 и поступил в Московский государственный университет, на географический факультет (со второго курса учился на кафедре экономической географии СССР). Благодаря индивидуальному учебному плану он мог также слушать лекции и сдавать экзамены на экономическом факультете. В результате он получил не только диплом географа, но и дополнительную специализацию — экономическая кибернетика, управление и планирование.
После окончания аспирантуры МГУ Георгий Васильев защитил кандидатскую диссертацию (к. г. н.) на тему «Социально-экономическая оценка территории города». Используя статистику квартирных обменов, он показал реальные отличия цены земли в разных районах Москвы, несмотря на отсутствие легального рынка земли при социализме. В короткий срок Георгий Васильев сделал научную карьеру, пройдя путь от младшего научного сотрудника в Институте географии АН СССР до ведущего научного сотрудника в ЦНИИП градостроительства.
Ещё будучи студентом и аспирантом, Георгий Васильев увлёкся музыкальным театром. Совместно с Алексеем Иващенко он создал несколько музыкальных спектаклей на географическом факультете МГУ, а затем в Студенческом театре МГУ. Творческое сотрудничество с Алексеем Иващенко продолжилось и за пределами университета. Они стали популярным бардовским дуэтом, который получил неофициальное название «Иваси».

### Перестройка
На первом же Всесоюзном фестивале авторской песни в 1986 году, который состоялся в Саратове, дуэт Васильев-Иващенко получил гран-при за песни «Музыкальный автомат» и «Вечный думатель». Дуэт приобрел широкую известность. В течение последующих 15 лет они записали несколько песенных альбомов и дали сотни концертов в городах России, Украины, Белоруссии, Германии, Израиля, США, стран Балтии, Закавказья, Казахстана, Средней Азии.
Перестройка дала толчок и профессиональной деятельности Георгия Васильева — позволила перейти от теоретической урбанистики к реальному городскому управлению. Пройдя по конкурсу на должность председателя исполкома Октябрьского района Москвы, он провел в районе ряд смелых преобразований, открывших дорогу развитию рыночных отношений. В районе была зарегистрирована почти половина всех частных предприятий, появившихся в Москве в 1990—1991 годах. В 1991 году Георгий Васильев стал советником Мэра Москвы Г. Х. Попова по вопросам административной и экономической реформы. По его проекту была проведена реорганизация административно-территориального деления Москвы — появились 10 административных округов (префектур) и более 100 муниципальных районов.

### Девяностые
Осенью 1991 года Георгий Васильев покидает государственную службу и становится президентом Московской товарной биржи. Здесь ему удаётся всего за год реализовать свою мечту — создать первую в России фьючерсную биржу.
После биржи Георгий Васильев возглавил инвестиционный холдинг «Росико», который позднее стал ядром крупной финансово-промышленной группы АФК «Система». Он занимался приватизацией МГТС, Зеленоградских электронных заводов, другими инвестиционными проектами. Среди них был и проект создания сети сотовой связи, которая впоследствии получила название «Билайн».
Одним из первых в России Георгий Васильев оценил перспективы нарождающейся отрасли и полностью сконцентрировался на работе в «ВымпелКоме» (оператор сети «Билайн») — сначала в должности председателя совета директоров, а затем первого вице-президента, отвечающего за развитие бренда, продаж, абонентской службы и сети в регионах. Союз трёх ключевых партнёров — Дмитрия Зимина, Оги Фабелы (Augie K. Fabela II) и Георгия Васильева — оказался очень продуктивным. Уже в 1995 году «Билайн» становится самой большой по количеству абонентов сотовой сетью в России, а в 1996 году «ВымпелКом» первой из российских компаний выводит свои акции на Нью-Йоркскую фондовую биржу.
Васильев неоднократно утверждал в СМИ, что Владимир Евтушенков причастен к бандитскому нападению на него и на Дмитрия Зимина с целью принудить продать акции «Вымпелкома» в 1995 году.
Опыт и капитал, приобретённые во время работы в «ВымпелКоме», позволили Георгию Васильеву запустить несколько собственных инновационных проектов. Первым из них стал «Гудвин» — разработка и производство электронных средств связи. Из-за экономического кризиса 1998 года концерну «Гудвин» не удалось составить конкуренцию зарубежным производителям на рынке потребительской электроники, однако его продукция укрепилась на рынке профессиональной связи. В частности, «Гудвин» производит GSM и DECT телефоны с криптозащитой.
В конце 90-х Георгий Васильев инициировал и спродюсировал небольшой, но значимый в истории авторской песни проект — «Песни нашего века». В этом проекте объединились Виктор Берковский, Сергей Никитин, Олег Митяев и другие известные барды, чтобы хором спеть песни, ставшие классикой жанра. Телепередачи, живые концерты, книги и аудиоальбомы «Песен нашего века» возродили интерес широкой публики к авторской песне, популярность которой к тому времени уже начинала угасать.

### Норд-Ост

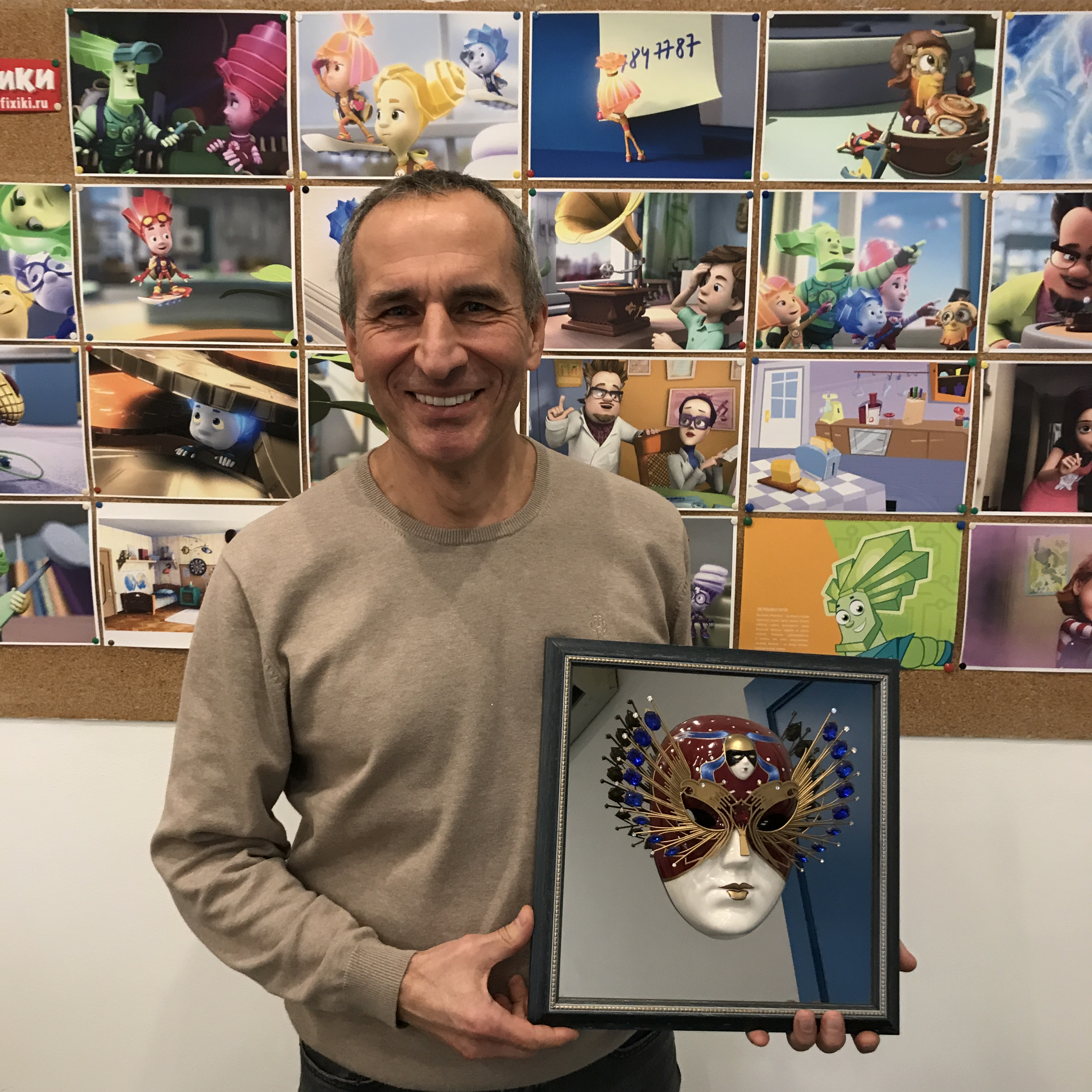
Георгий Васильев с Золотой Маской, 2019 год

В 2000 году Георгий Васильев и Алексей Иващенко презентовали очередной альбом своих песен «Припадки молодости» в составе двух дисков — «Предпоследний» и «Последний». После этого Георгий Васильев принял решение оставить жанр авторской песни и прекратить концертную деятельность.
Авторский дуэт полностью сконцентрировался на создании мюзикла «Норд-Ост». Георгий Васильев и Алексей Иващенко выступили в этом проекте композиторами, либреттистами и режиссёрами. Спектакль вошёл в историю как первый русский мюзикл и получил «Золотую маску» . Однако для Георгия Васильева как продюсера проекта не менее важным было перенести на российскую почву «бродвейскую модель» театра — длительный показ одного спектакля в ежедневном режиме.
Литературной основой для «Норд-Оста» послужил роман Вениамина Каверина «Два капитана». По ходу действия на сцену должен был приземляться самолёт-бомбардировщик в натуральную величину, а из-под сцены — появляться ледяной корабль. Для этого пришлось полностью переоборудовать ДК 1-го ГПЗ, который стал называться Театральный центр на Дубровке.
19 октября 2001 года состоялась премьера мюзикла «Норд-Ост». Мюзикл произвёл очень сильное впечатление. Газета «Известия» писала: «Это день рождения новых композиторов большой сценической формы — Иващенко и Васильева. Ни в чем не подражая Уэбберу, они взяли за основу традиции Дунаевского и Милютина, а также русской бардовской песни, русского романса. Это день рождения театральных режиссеров, уверенно владеющих и сценическим пространством, и условностью жанра, до сих пор нам не поддававшегося — Иващенко и Васильева. Так вообще-то не бывает, но так случилось. Спектакль вышел сюжетно напряженным, в нем сильные и яркие характеры, в нем музыкальные диалоги, за которыми следишь, как за детективом».
«Норд-Ост» в 2001—2002 годах побил все российские рекорды продолжительности ежедневных показов театрального спектакля: в ежедневном режиме он шёл более года, пока 23 октября 2002 года театр и его зрители не стали заложниками террористов.
В момент захвата театра Георгий Васильев и Алексей Иващенко работали в студии звукозаписи в том же здании. Узнав о стрельбе, Георгий Васильев отправился в зрительный зал, где и провёл два дня и три ночи вместе с остальными заложниками. В момент штурма в результате применения газа он потерял сознание. Пришёл в себя через несколько часов в больнице.
Выйдя из больницы, Георгий Васильев был вынужден не только хоронить погибших и помогать пострадавшим, но и заботиться о восстановлении спектакля, считая это своим гражданским долгом. Премьера обновленной версии «Норд-Оста» прошла в том же здании 8 февраля 2003 года. Однако публика, поддерживая сам факт возрождения спектакля, не спешила покупать билеты. В мае 2003 года показы спектакля в Москве были остановлены.
Георгий Васильев, получив финансовую помощь от Фонда «Открытая Россия», сосредоточился на создании передвижной версии «Норд-Оста», чтобы провезти знаменитый спектакль по другим городам. К осени 2004 года мюзикл был готов к гастролям по стране, но премьерные спектакли в Санкт-Петербурге были сорваны владельцем арендованного зала под надуманным предлогом. Аналогичным образом повели себя Новосибирск и Екатеринбург. Стало ясно, что жить спектаклю не дадут. После серии показов в Нижнем Новгороде и Тюмени мюзикл «Норд-Ост» окончательно прекратил свое существование.
Через несколько лет после «Норд-Оста» Георгий Васильев в качестве композитора и либреттиста (в соавторстве с Евгением Антроповым) написал по мотивам произведений Леонида Соловьева ещё один мюзикл — «Ходжа Насреддин». В отличие от эпического «Норд-Оста» «Ходжа Насреддин» – авантюрная комедия .

### Детские проекты
Ко времени окончания эпопеи «Норд-Оста» у Георгия Васильева было уже пятеро детей. Его жена Екатерина Васильева не только управлялась с большой семьёй, но и непосредственно участвовала во всех начинаниях своего мужа в качестве ближайшего сотрудника с начала 1990-х. После «Норд-Оста» она вместе с ним переходит в новый «детский» проект.
В 2005 году Георгий Васильев в партнёрстве с Александром Татарским начинает заниматься мультфильмами и создает продюсерскую компанию «Аэроплан», которая работает в тандеме со студией анимационных фильмов «Пилот». Их первый совместный проект — цикл мультфильмов «Гора самоцветов». В 2007 году появляется собственная «Аэроплан Студия», которая начинает производить «Фиксики».
С конца 2010 года этот сериал регулярно идет в передаче «Спокойной ночи, малыши» и на многих других телеканалах. На российском канале «Фиксики» в YouTube число просмотров превышает 7 миллиардов. Это не считая каналов на других языках, в том числе, китайском и английском. «Фиксики» входят в тройку самых популярных российских детских брендов, успешно конкурирующих с зарубежными брендами на рынке детских товаров и услуг.
Георгий Васильев выступил в проекте «Фиксики» не только как продюсер, но и как сценарист (в соавторстве). На его счету сценарии для трёх полнометражных фильмов и для десятков эпизодов сериала. Васильев – автор музыки и слов или соавтор 30 детских песен из цикла «Фиксипелки». Многие из них получили широкую известность и отмечены наградами различных конкурсов. В их числе: «Кто такие фиксики?», «Помогатор», «Рюкзак», «Винтик».
Одновременно с работой над сериалом и полнометражными фильмами «Фиксики» Георгий Васильев осуществил ещё целый ряд проектов, рассчитанных на детскую и семейную аудиторию. Среди них — цикл пластилиновых мультфильмов о регионах России «Мульти-Россия», переводы на русский язык лучших рождественских и детских песен, театрализованные представления «Фикси-шоу» и «Баламут-шоу». музыкальный проект «Классика для чайников».
В феврале 2020 года Георгий Васильев продал контрольный пакет акций в продюсерской компании «Аэроплан» и анимационной студии «Аэроплан Студия» группе «Рики» — создателю мультфильмов «Смешарики» и инвестору «Аэроплана» с 2011 года.

### Всенаука

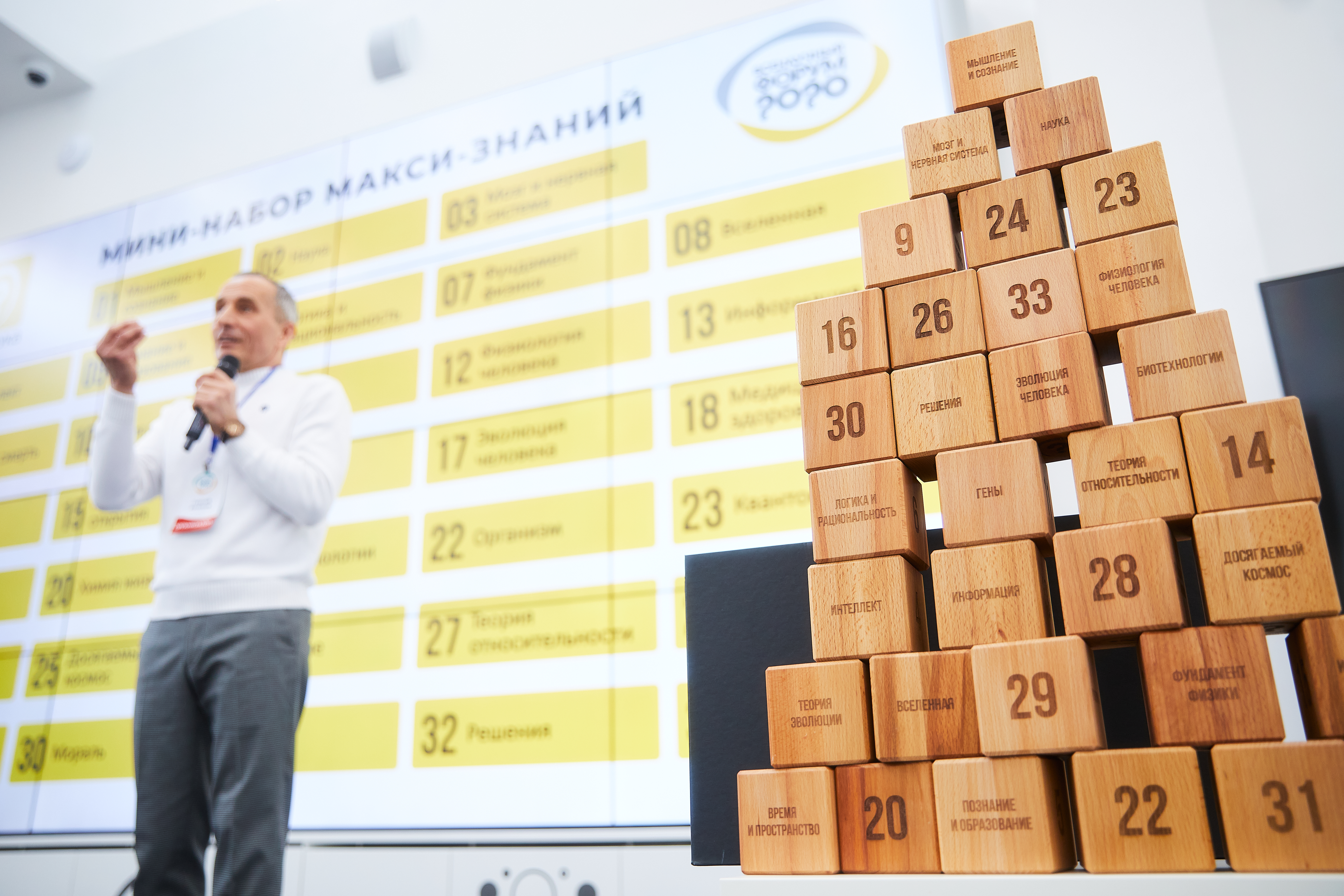
Публикация исследования «мини-набор макси-знаний» — наиболее важных тем современной научной картины мира на Всенаучном форуме 2020, выполненного по гранту Фонда президентских грантов. Фото: Вячеслав Замыслов

Осенью 2017 года Георгий Васильев прочел курс лекций в МГУ им. Ломоносова на тему «Человек и ноосфера: современное осмысление мира», в котором соединились знания из самых разных наук — географии, экономики, биохимии, астрофизики, эволюционной биологии, лингвистики, информатики, нейрофизиологии, психологии и др., а в 2019 году возглавил научно-просветительскую программу «Всенаука». Её цель — популяризация знаний о современной научной картине мира.
В том же году Васильев инициировал масштабный опрос экспертов и интернет-аудитории, чтобы выявить самые важные темы, которые определяют современную научную картину мира. Ключевые темы, выявленные в ходе опроса, легли в основу дальнейшей активности в рамках программы «Всенаука». В 2020-2021 годах в рамках программы «Всенаука» был реализован проект «Дигитека», в результате которого десятки лучших научно-популярных книг стали бесплатными для всех. В частности, по этой тематике был создан полный электронный каталог научно-популярной литературы, изданной на русском языке. А затем Всенаука приобрела у издательств электронные права на 90 книг из числа лучших и начала их бесплатную раздачу. За 3 года читатели бесплатно скачали с сайта «Всенаука» почти 20 миллионов экземпляров научно-популярных книг.

## Дискография
1. 1988 — Алексей Иващенко, Георгий Васильев. Гибкая грампластинка из серии «Кругозор», № 8 (6) с песнями «Глафира» и «Песня про тесто»
2. 1988 — Алексей Иващенко, Георгий Васильев. «Вечный думатель»
3. 1989 — Алексей Иващенко, Георгий Васильев. Гибкая грампластинка из серии «Народное творчество», № 5 (5) с песнями «Только так» и «Ай-бабай»
4. 1989 — Алексей Иващенко, Георгий Васильев. Гибкая грампластинка из серии «Народное творчество», № 5 (6) с песнями «Мне подняли зарплату» и «Музыкальный автомат»
5. 1997 — Алексей Иващенко, Георгий Васильев. «Альма-Матерь»
6. 1997 — Алексей Иващенко, Георгий Васильев. «Баланда о селедке»
7. 1997 — Алексей Иващенко, Георгий Васильев. «Бережкарики»
8. 1997 — Алексей Иващенко, Георгий Васильев. «Дворник Степанов»
9. 1999 — Алексей Иващенко, Георгий Васильев. «Припадки молодости (Последний)»
10. 1999 — Алексей Иващенко, Георгий Васильев. «Припадки молодости (Предпоследний)»
11. 2000 — Алексей Иващенко, Георгий Васильев. «Припадки молодости (двойной)»
12. 2000 — «Песни нашего века» (в составе ансамбля российских бардов)
13. 2002 — «Норд-Ост: Избранное» (как автор)
14. 2003 — «7 подарков к Рождеству: Классические рождественские песни в переводе Георгия Васильева» (как автор переводов)
15. 2004 — Алексей Иващенко, Георгий Васильев. Полное собрание изданного (на шести дисках):
  1. «Альма-Матерь»
  2. «Бережкарики»
  3. «Вечный думатель»
  4. «Припадки молодости (Последний)»
  5. «Припадки молодости (Предпоследний)»
  6. «Ума палата»
16. 2005 — «Норд-Ост: Коллекция» (как автор)
17. 2005 — «Весь Норд-Ост» (как автор)

## Фильмография

### Композиторские работы
- 2010—2019 — «Фиксики»
- 2017 — «Фиксики: Большой секрет»
- 2019 — «Фиксики против кработов»
- 2020 — «Фиксики. Новенькие», идея проекта

### Продюсерские работы
- 2005 — «Ворон-обманщик» (цикл «Гора самоцветов»)
- 2006 — «Мульти-Россия»
- 2010—2019 — «Фиксики»
- 2017 — «Фиксики: Большой секрет»
- 2019 — «Фиксики против кработов»
- 2020 — «Фиксики. Новенькие», идея проекта

### Сценарные работы
- 2010—2019 — «Фиксики»
- 2011—2018 — «Куми-Куми» (в цикле Игра)
- 2017 — «Фиксики: Большой секрет»
- 2019 — «Фиксики против кработов»